# Linsey Dawn McKenzie
Linsey Dawn McKenzie (nascida em 7 de agosto de 1978, Brent, Middlesex) é uma atriz pornográfica e modelo inglesa.
Ela é reconhecida no meio de seu amplo seio (36HH-22-34 para 1,60 m) natural e o sotaque típico de Londres. Apareceu nua nos tabloides como The Sun e Daily Star.
Tornou-se notória por ter tido um caso com o jogador de futebol americano Michael Greco. Em 2006, Linsey casou-se com o futebolista Mark Williams, defensor do Rushden & Diamonds Football Club, com quem teve um filho em 2005.